# アーネスト・ローソン
アーネスト・ローソン（Ernest Lawson、1873年3月22日 - 1939年12月18日）はカナダ生まれの画家である。「アシュカン派」と呼ばれる画家たちと活動した。印象派スタイルの風景画でしられている。

## 略歴
カナダ、ノバスコシア州のハリファックスで生まれた。1888年にアメリカ、カンザスシティに移った。1891年にニューヨークに移り美術学校、アート・スチューデンツ・リーグでジョン・ヘンリー・トワックトマン(1853-1902)やジュリアン・オールデン・ウィアー(1852-1919)に学んだ。1892年の夏にはコネチカット州のグリニッジで、「コスコブ芸術コロニー」（Cos Cob Art Colony）にと呼ばれる画家たちと絵を描いた。1893年にパリに渡り、アカデミー・ジュリアンに入学し、バンジャマン＝コンスタンやジャン＝ポール・ローランスに学んだ。「外光派」の影響も受け、多くの画家が集まった、セーヌ＝エ＝マルヌ県のモレ＝シュル＝ロワンに滞在し、アルフレッド・シスレー(1839-1899)の指導を受けて風景画を描いた。1894年にサロン・ド・パリに出展した。
パリでは作家のサマセット・モーム(1874-1965）と親しくなり、1915年のモームの小説、『人間の絆』の主人公のフィリップ・ケアリと同居する画学生、フレデリック・ローソンのモデルともされる。
1896年にアメリカに戻り、アメリカの各地で風景画を描いた。橋のある風景を好んだ。写実主義と印象派の間の画風であったとされる。1807年にフィラデルフィアのペンシルベニア美術アカデミーで個展を開いた。1908年に友人のウィリアム・グラッケンズ(1870-1938)に誘われた、グループ展、「The Eight」に出展した。「The Eight」のメンバーがいわゆる「アシュカン派」の中心となるが、ローソンは画風や描く題材の面で、「アシュカン派」とは異なった立場にあった。1913年のアメリカで初の国際美術展、アーモリーショーにも出展した。
1910年代から1920年代にローソンの作品は多くの有名なコレクターに購入されたが、人気を失い、晩年はフロリダでパトロンの世話になって過ごした。1839年にマイアミで没した。

## 作品

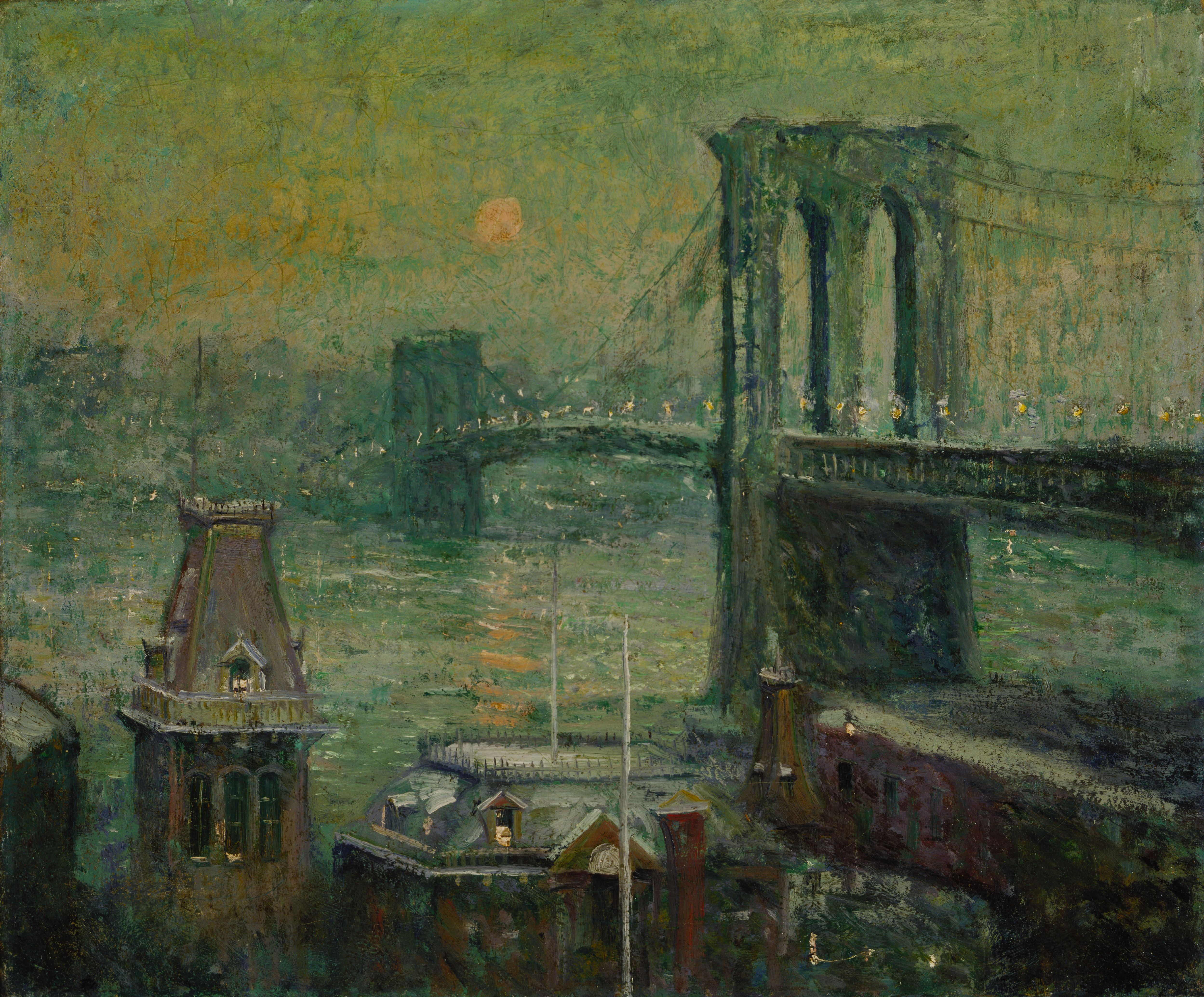
Brooklyn Bridge
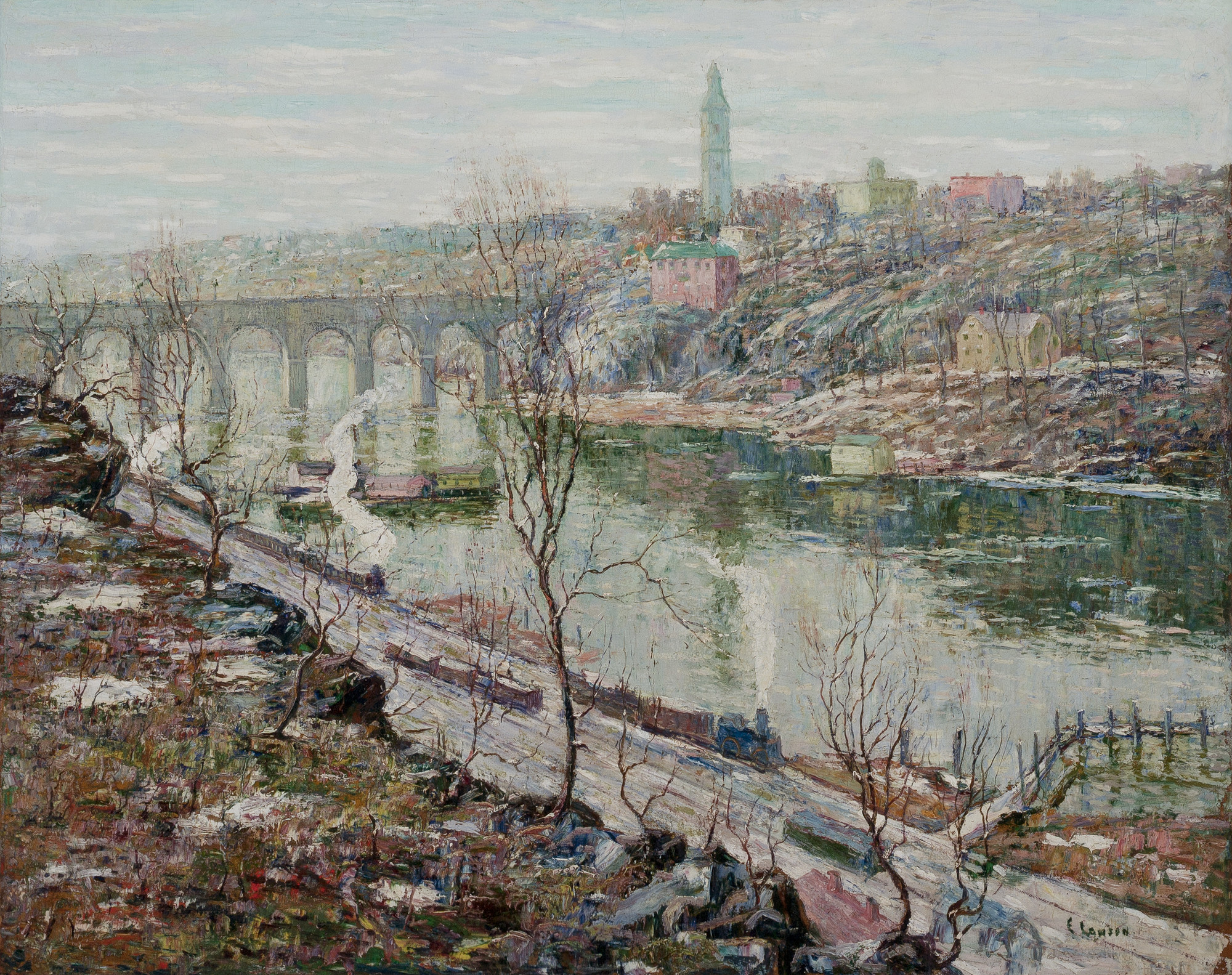
High Bridge, Harlem River
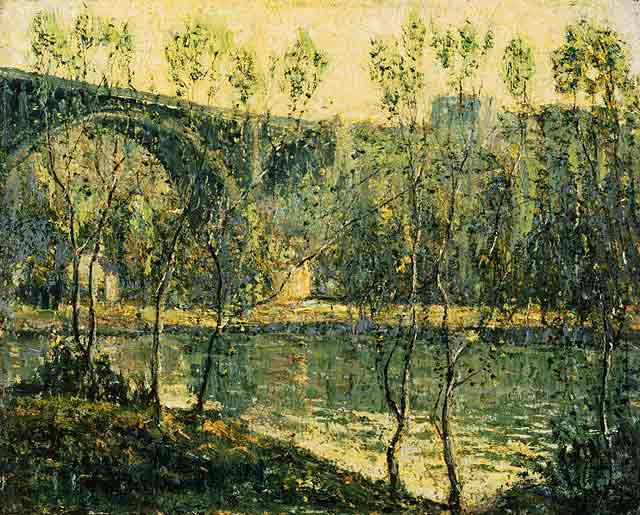
Spring Morning
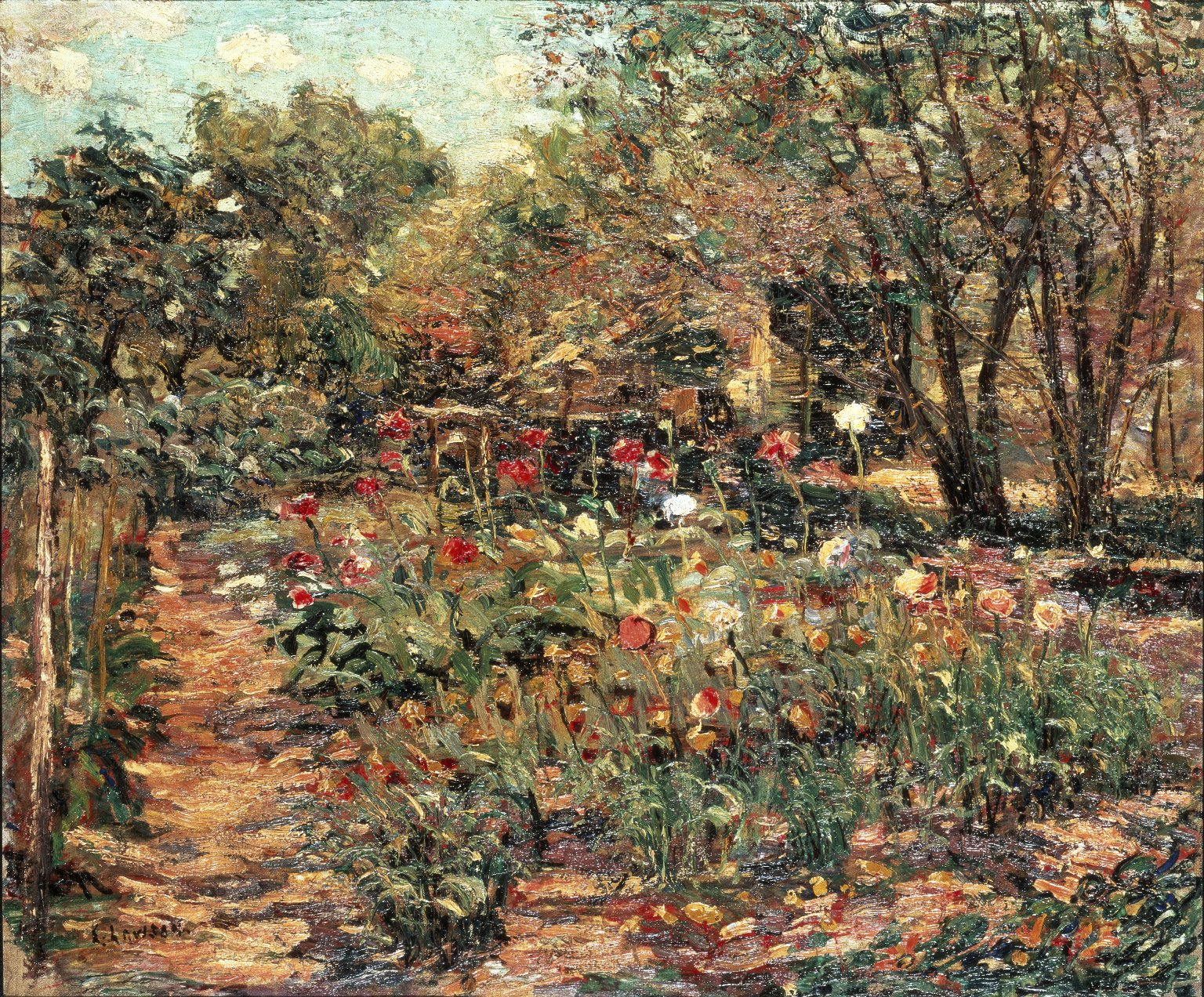
Garden Landscape
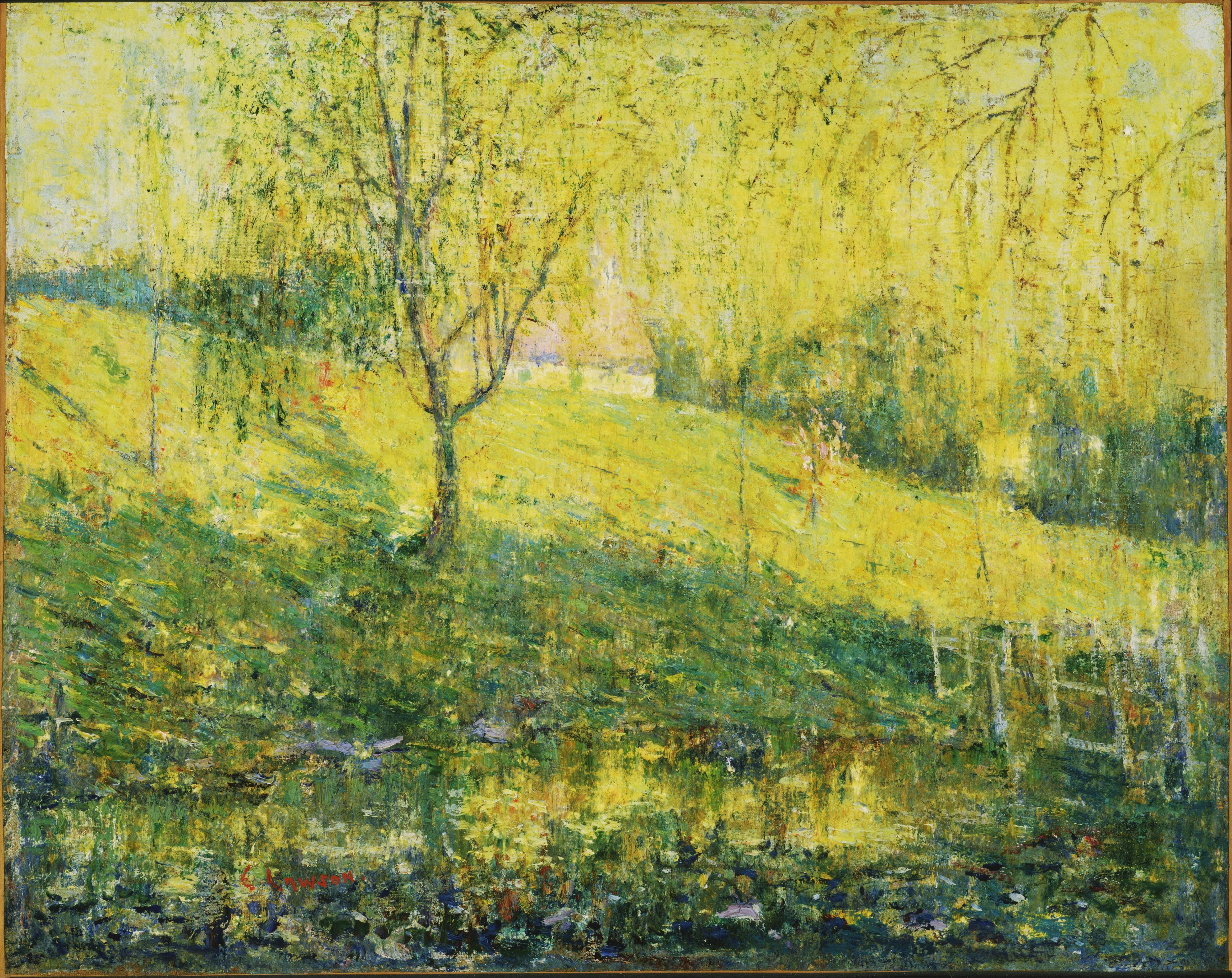
Spring
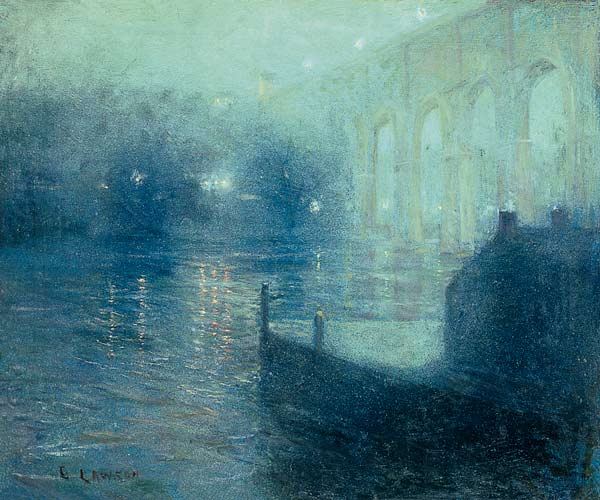
Harlem River at Night
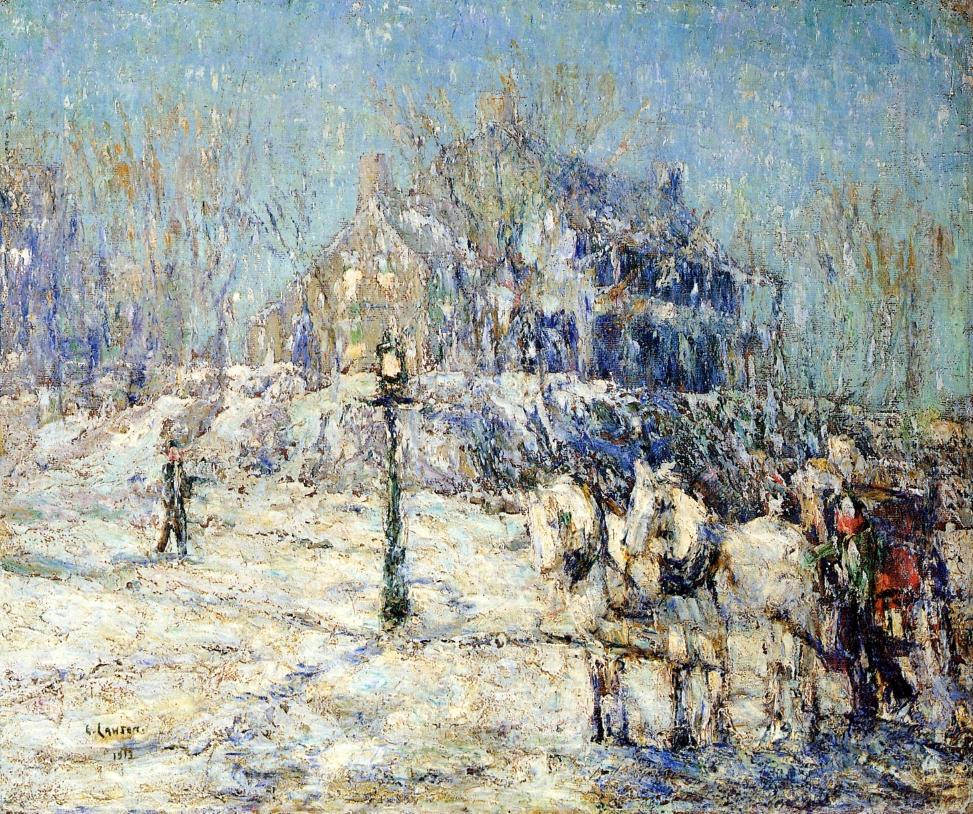
The Dyckman House
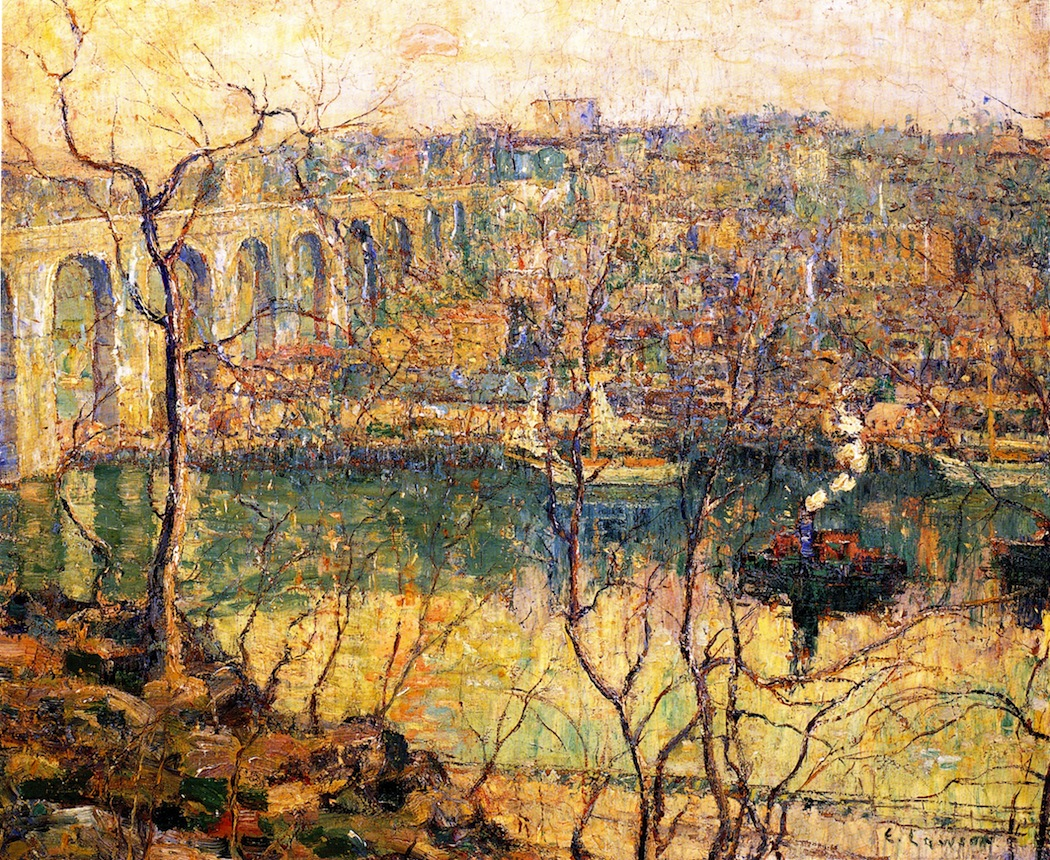
High Bridge, Early Moon